# Боркі-Сендровські
Боркі-Сендровські (пол. Borki Sędrowskie, нім. Zanderborken) — село в Польщі, у гміні Бартошиці Бартошицького повіту Вармінсько-Мазурського воєводства.
Населення — 23 особи (2011).

## Демографія
Демографічна структура станом на 31 березня 2011 року:
|          | Загалом | Допрацездатний вік | Працездатний вік | Постпрацездатний вік |
| -------- | ------- | ------------------ | ---------------- | -------------------- |
| Чоловіки | 9       | 1                  | 8                | 0                    |
| Жінки    | 14      | 3                  | 7                | 4                    |
| Разом    | 23      | 4                  | 15               | 4                    |